# La Divine
La Divine is een Belgisch bier. Het bier wordt gebrouwen door Brasserie de Silly te Silly.
La Divine is een amberkleurig bier van hoge gisting met een alcoholpercentage van 9,5%. Het wort heeft een densiteit van 19° Plato. 